# نوکیا ئی۶۱
نوکیا ئی۶۱ (به انگلیسی Nokia E61) یک گوشی هوشمند از سری ئی (Eseries) نوکیا است. سیستم عامل سیمبین سری ۶۰ ویرایش سوم با صفحه کلید QWERTY برای هدف قراردادن کاربران تجاری در بازار اروپا عرضه شد.

## طراحی
ابعاد گوشی ۱۴ × ۶۹٫۷ × ۱۱۷ میلی‌متر و وزن آن ۱۴۴ گرم است . آرم نوکیا و بلندگو، بالای صفحه نمایش قرار دارد. صفحه کلید کامل شامل تمام حروف الفبای انگلیسی، کلید منو و کلید دسترسی به پست الکترونیکی می‌باشد .

## صفحه نمایش
این مدل دارای صفحه نمایش TFT است که وضوح آن ۳۲۰×۲۴۰ پیکسل می‌باشد و ۱۶ میلیون رنگ را نشان می‌دهد . ابعاد صفحه نمایش نیز ۵۸×۴۵ میلی‌متر است .